# SHAFTA награда
Наградите „SHAFTA“ (на английски: SHAFTA Awards) се връчват ежегодно за постижения в областта на порнографията в Обединеното кралство Великобритания и Северна Ирландия.
Наградите се организират от британската порнографска телевизия „TelevisionX“ и са проведени за първи път през 2010 г. Пълното наименование на наградите „SHAFTA“ е The Soft and Hard Adult Film and Television Awards. Телевизия „TelevisionX“ организира и провежда церемонията по връчването на наградите „SHAFTA“ в британската столица Лондон в началото на месец март в присъствието на най-изявените порноактьори, режисьори и продуценти на порнографски филми в Обединеното кралство.
Номинирането на отличилите се в британската порнографска индустрия се извършва от телевизия „TelevisionX“ по отделни категории, но след това избора кои да бъдат победителите се предоставя изцяло на зрителите на „TelevisionX“. През 2010 г. са отчетени около пет хиляди уникални гласа, чрез които са израни победителите в различните категории. Церемонията по връчването на наградите „SHAFTA“ се излъчва пряко от телевизия „TelevisionX“ по един от нейните канали – Sky channel 903. Самата статуетка на наградите „SHAFTA“ представлява златен пенис.
През 2011 г. е въведена категория за най-добър чуждестранен изпълнител в британски порнографски продукции, като това е първата и единствена категория, в която се номинират и награждават актьори от друга националност. Първият носител на наградата в тази категория е френската порноактриса Ейнджъл Съмърс.

## Носители на Наградите „SHAFTA“

### Индивидуални награди

#### Изпълнителка на годината
- 2010: Сайрен Секстън
- 2011: Сайрен Секстън
- 2012: Меган Кокс
- 2013: Ейнджъл Лонг[1]

#### Изпълнител на годината – мъж
- 2010: Деметри ХХХ
- 2011: Паскал Уайт
- 2012: Дани Д

#### Най-добра нова звезда
- 2010: Кери Луис
- 2011: Меган Кокс
- 2012: Пейдж Търна
- 2013: Юфи Юлан[1]

#### MILF на годината
- 2010: Таня Тейт
- 2011: Таня Тейт
- 2012: Таня Тейт
- 2013: Таня Тейт[1]

#### Най-обичан характер
- 2010: Джим Слип
- 2011: Лара Латекс

#### Най-добър режисьор
- 2010: Пур XXX
- 2011: Пур XXX

#### Най-добър чуждестранна изпълнителка на годината
- 2011: Ейнджъл Съмърс ( Франция) (Номинирани: Алета Оушън (Унгария), Анди Сан Димас (САЩ), Карла Кокс (Чехия), София Валънтайн (Нидерландия)
- 2012: Ейнджъл Ривас ( Русия) (Номинирани: Алеска Даймънд (Унгария), Ейнджъл Съмърс (Франция), Карла Кокс (Чехия), Клоуи Круиз (Австралия)

### Награди за изпълнения на сцени

#### Най-добра секс сцена
- 2010: Таня Тейт и Уейн Скот Фокс – за сцена от филма „Мама мия“.
- 2011: Хана Шоу и Дани Д – за сцена от филма „Диамантени дядки“.
- 2012: Ейнджъл Лонг – за сцена от филма „Порно чирака на Ейнджъл Лонг“.

#### Най-добра анална сцена
- 2010: Ейнджъл Лонг, Анди Ман и Джон Джеймс – за сцена от филма „Позволени момичета“.
- 2011: Ейджъл Лонг и Марк Роуз – за сцена от филма „Перверзните мисли на Ейнджъл Лонг 5“.
- 2012: Ана Джой, Лара Латекс и Лео Попс – за сцена от филма „Аналните приключения на Лара“.

#### Най-скандална секс сцена
- 2010: Дейзи Рок, Лала и Деймиън Дюк – за сцена от филма „Calling The Shots“.
- 2011: Шермейн Синклеър, Ема Бът и Деймиън Дюк – за сцена от филма „Греховете на господарката Синклеър 5“
- 2012: Ема Бът, Стейси Ласи, Джеф Кийн и Кей Тейлър – за сцена от филма „Единственият път е секс“.

#### Най-добра онлайн сцена
- 2011: Тази порно нова година.

### Награди за продукции

#### Най-добри серии
- 2010: „Силни момичета“
- 2011: „Секс обиколката на Ирландия на Таня Тейт“

#### Най-добри междурасови серии
- 2010: „Кейша Кейн екстремно и безумно“

#### Най-добри забавни серии
- 2010: „Живот в Брас“
- 2011: „Разочарованата домакиня“